# Messan Ametekodo
Messan Ametokodo (né le 3 décembre 1974 au Togo) est un joueur de football international togolais, qui évoluait au poste de défenseur.

## Biographie

### Carrière en sélection
Avec l'équipe du Togo, il joue entre 1992 et 2001. 
Il figure dans le groupe des sélectionnés lors des Coupes d'Afrique des nations de 1998 et de 2000, où son équipe est éliminée à chaque fois au premier tour.
Il joue également 9 matchs comptant pour les tours préliminaires des coupes du monde.